# Nhóm ngôn ngữ Volta-Niger
Nhóm ngôn ngữ Volta-Niger, còn được gọi là Benue Tây-Congo hay Kwa Đông, là một trong những nhánh của ngữ hệ Niger-Congo, có chừng 50 triệu người nói. Trong số này có các ngôn ngữ quan trọng nhất của nam Nigeria, Bénin, Togo và đông nam Ghana: Yoruba, Igbo, Bini, Fon và Ewe.
Những ngôn ngữ này đã được đặt trong nhóm ngôn ngữ Kwa hoặc Benue-Congo, nhưng Williamson & Blench (2000) tách chúng ra khỏi cả hai nhóm này. Ranh giới giữa các nhánh con của Volta-Niger khá mơ hồ, cho thấy sự đa dạng hóa của một dãy phương ngữ thay vì chia rẽ chúng thành những nhóm con, điều này cho thấy nguồn gốc chung của chúng.

## Phân bố các nhánh
Dưới đây là danh sách các nhánh lớn của nhóm ngôn ngữ Volta-Niger và các địa điểm chính của chúng ở Nigeria dựa theo Blench (2019).
| Nhánh      | Địa điểm chính                                    |
| ---------- | ------------------------------------------------- |
| Akpe       | Akoko Bắc LGA, Ondo                               |
| Ayere–Ahan | Akoko North LGA, Ondo                             |
| Gbe        | Badagry LGA, Lagos và các khu vực lân cận         |
| Yorubo     | Nam Nigeria                                       |
| Edo        | Rivers, Edo, Ondo, Delta                          |
| Akoko      | Akoko Bắc LGA, Ondo                               |
| Igbo       | Anambra, Rivers, Delta (ngoại trừ Igbo đích thực) |
| Nupo       | Niger, Kwara, Nasarawa                            |
| Oko        | Okene LGA, Kogi                                   |
| Idomo      | Benue, Cross River, Nasarawa                      |
| Ukaan      | Akoko Bắc LGA, Ondo                               |